# Portia Perez
Jenna Grattan, conosciuta col ring name di Portia Perez (Brockville, 26 ottobre 1987), è un'ex wrestler canadese. Ha vinto per due volte gli Shimmer Tag Team Championship insieme alla sua amica Nicole Matthews.

## Carriera nel wrestling
Portia ha fatto il suo debutto professionistico nell'estate del 2004 per la Professional Wrestling Entertainment. Mentre era ancora al liceo Portia era solita accettare bookings con le diverse compagnie in Quebec e Ontario, inclusa la promotion con la quale si era allenata: la Universal Wrestling Alliance. Nel 2005 Portia ha iniziare ad accettare bookings negli Stati Uniti, facendo il suo debutto statunitense per la Cleveland All Pro Wrestling. Ha anche lottato per diverse altre compagnie americane come la Heartland Wrestling Association a Cincinnati, Ohio e la IWA East Coas a Charleston, West Virginia.
Nel gennaio 2006 Portia ha preso parte al suo primo tour internazionale, spendendo quattro settimane nella Irish Whip Wrestling in Irlanda e nella All Star Wrestling in Inghilterra. Dopo essere ritornata in Canada ha continuato a lottare per diverse compagnie Americane e Canadesi, debuttando inoltre per la Shimmer Women Athletes nel maggio 2006. Portia ha fatto il suo debutto nel wrestling Messicano nel giugno 2006 come una wrestler mascherata chiamata Xtasis. Ha speso tre settimane lottando per la Lucha Libre Feminil e allo stesso tempo apparendo per la Asistencia Asesoría y Administración (AAA). Portia è ritornata in Europa nel novembre 2006, facendo un Tour nuovamente nell'Irish Whip Wrestling irlandese. Durante il suo viaggio Portia ha preso parte al torneo Queens of Chaos 2 a Parigi, Francia e ha anche debuttato per la Real Quality Wrestling nel municipio dell'Inghilterra sfidando la RQW Women's Champion "Jezebel" Eden Black.
È tornata in Europa per la terza volta nell'Aprile 2007. Ha lottato shows in Inghilterra ed Irlanda nel corso di quattro settimane. Portia ha perso tutte le sue date del giugno e luglio 2007 dopo aver sofferto una mano rotta in un match con MsChif allo Show SHIMMER del 2 giugno. È tornata in azione nello show della Ring of Honor del 27 luglio a Long Island. Portia ha formato un tag team con Nicole Matthews debuttando allo show di ottobre del 2007 della SHIMMER, successivamente nominato The Canadian NINJAS.
Il 15 dicembre 2008 Portia è stata sconfitta da Angelina Love in un dark match per la TNA Wrestling.

### SHIMMER Women Athletes
Portia Perez ha fatto il suo debutto per la Shimmer Women Athletes il 21 maggio 2006 in un Dark Match contro Daizee Haze disponibile su YouTube. Il 22 ottobre 2006 ha fatto il suo debutto nel Main Roster della SHIMMER nel Volume 7 facendo coppia con Serena Deeb e perdendo contro il Team dell'Experience (Lexie Fyfe e Malia Hosaka). Il 7 aprile 2007, come parte del Volume 9, Portia Perez ha ottenuto la sua prima vittoria in SHIMMER schienando Josie in un Singles Match dopo averla colpita con una catena gialla al volto. Più tardi, nel Volume 10, ha subito una sconfitta contro la Tag Team Partner di Josie, Ariel. Ha partecipato al torneo per decretare la prima SHIMMER Champion ma è stata eliminata nel primo round da Daizee Haze. Più tardi, nel Volume successivo, ha preso parte ad un Fatal 4 Way vinto da Nikki Roxx che ha visto anche la partecipazione di Ariel e "The Jezebel" Eden Black. Nel Volume 13 ha invece perso contro MsChif, accompagnata da Daffney, in un match nel quale si è fratturata la mano.
Dopo aver saltato lo Show del Volume 14 è tornata in SHIMMER il 13 ottobre 2007 facendo coppia con la neo-arrivata Nicole Matthews e riuscendo ad ottenere la vittoria sul team di Lorelei Lee e Ashley Lane. Più tardi però la loro imbattibilità è stata distrutta dal team di Ariel e Josie. Dopo essersi persa un'altra serie di tapings, nell'Aprile 2008, è tornata in SHIMMER per i tapings del Volume 19, dove ha sconfitto Shark Girl nell'Opening Match e ha sfidato Allison Danger e Jennifer Blake ad un Tag Team Match, e Volume 20, dove lei e Nicole Matthews hanno sconfitto il Team di Allison Danger e Jennifer Blake riaggravando nel frattempo l'infortunio alla spalla di Allison. Nel Volume 21 lei e Nicole Matthews hanno partecipato allo SHIMMER Tag Team Gauntlet KMatch per decretare le prime SHIMMER Tag Team Champion. Dopo aver eliminato con successo il team delle Pink Ladies (Jessie Mckay e Madison Eagles, Portia e Nicole sono state eliminate dalle Suicide Blondes (LuFisto e Jennifer Blake). Più tardi quella sera, nel Volume 22, hanno avuto una title shot ai titoli di coppia di Ashley Lane e Nevaeh ma non sono riusciti a vincerli. Nel Volume 24 lei e Allison Danger si sono sfidate in uno Street Fight Match vinto da Portia grazie ad un intervento di Nicole Matthews. Il giorno dopo, nel Volume 25, le Canadian NINJAS sono state sconfitte dal Team di Daizee Haze e Allison Danger quando Allison ha schienato Portia con l'Old School Expulsion. Più tardi quella sera, però, hanno avuto una seconda shot ai titoli di coppia e questa volta sono riuscite ad ottenere la vittoria.
Il 7 novembre 2009 è stato annunciato su www.shimmerwrestling.com che Portia avrebbe saltato i Tapings dell'8 novembre a causa della febbre suina. È tornata quindi il 10 aprile 2010 nel Main Event del Volume 29 dove, insieme a Nicole Matthews, ha difeso i titoli di coppia contro MsChif e Cheerleader Melissa. Nel Volume 30 ha perso un Last Women Standing Match con Allison Danger, mettendo la parola fine al loro lunghissimo feud. Nel Volume 31 ha difeso con successo le cinture di coppia contro Nikki Roxx e Ariel e nel Volume 32 ha ottenuto una vittoria in singolo contro Tenille. Nel Volume 34 Portia e Nicole hanno difeso con successo le cinture di coppia contro Rachel Summerlyn e Jessica James. Più tardi quella sera Portia ha interrotto un promo di Serena Deeb che ha portato ad un match nel Volume 35. Nel Volume 35 Portia Perez è riuscita a sottomettere Serena Deeb con un Crossface grazie ad un intervento favorevole della compagna Nicole Matthews.

### Women Superstars Uncensored
Portia Perez ha debuttato per la Women Superstars Uncensored (WSU) il 21 giugno 2008 come Face in un match contro Angelina Love. Portia comunque perse per un Illegal Pin della Love. Più tardi quella sera però Portia Perez ha fatto coppia con Dawn Marie e insieme hanno sconfitto il team di Becky Bayless e Angelina Love in meno di due minuti. Questa vittoria le ha fatto avere una title shot al WSU Championship di Angel Orsini in un Triple Threat Match che ha visto coinvolta anche Dawn Marie. Ad essere schienata è stata Dawn e per questo motivo ha avuto una seconda shot il giorno dopo, il 23 agosto, in un Lumberjill match che ha comunque perso. Il 29 novembre 2008 si è confrontata con Mercedes Martinez in un #1 Contenders Match. Dopo circa 35 minuti comunque è stata Mercedes ad ottenere la vittoria.
Dopo circa un anno di assenza Portia è tornata in WSU il 3 ottobre 2009 dove le è stata garantita un'altra title shot al titolo di Mercedes Martinez Martinez. Dopo un nuovo lunghissimo incontro Portia ne è uscita sconfitta per la seconda volta. La Perez ha poi sfidato Rain ma ancora una volta ne è uscita sconfitta. Il 6 agosto 2010 tornerà in WSU dove avrà un match singolo con Amber, il leader del Boston Shore.

### JAPW Women's Division
Il 10 gennaio 2009 Portia ha fatto il suo debutto per la Jersey All Pro Wrestling sconfiggendo Jennifer Blake. Il 1º agosto 2009 non è riuscita a sfruttare l'occasione di diventare JAPW Women's Champion contro Sara Del Rey. Dopo aver saltato diversi show è tornata il 9 gennaio 2010 in un Tag Team Match in coppia con Mia Yim contro The Addiction (Angeldust e Brittney Force). Il Team di Portia ha perso e Mia Yim ha turnato su di lei alleandosi con il D-Factor.

### Anarchy Championship Wrestling
Portia Perez ha lottato e sconfitto Rachel Summerlyn per essere coronata la prima American Joshi Champion in un Five-Women Scramble ad Austin, Texas il 23 agosto. Il 17 gennaio 2010, a "Guilty By Association" ad Austin, Texas, Portia Perez ha difeso e perso il suo American Joshi Championship contro Rachel Summerlyn. Il 27 giugno 2010 Portia è stata coronata l'ACW Queen of Queens 2010 e ha anche catturato l'ACW American Joshi Championship per la seconda volta.
Sempre nel 2010 conquistò l'EWLS Superladies Championship, ma lo perse poco dopo contro Sabrina Kyle.

### Wrestlicious
Nel primo 2009 Portia ha preso parte ai tapings della prima stagione di Wrestlicious, che ha iniziato ad essere trasmesso nel marzo 2010. Nella promotion fa coppia con la sua solita tag team partner Nicole Matthews, con il nome di Hope. Ha debuttato nel quinto episodio il 31 marzo, facendo coppia con Hope e perdendo un tag team match contro il team di Charlotte e Paige Webb. Nel decimo episodio era alla ricerca di una nuova tag team partner, non reputando all'altezza Hope e ha fatto quindi coppia con White Magic perdendo per squalifica contro Marley e Coco Montego dopo aver attaccato l'arbitro Austin Aries.

### NCW Femmes Fatales
Portia Perez ha lottato e sconfitto Kylie Pierce nello show di debutto della nCw Femmes Fatales poggiando i suoi piedi sulle corde. Il 5 febbraio 2010 è stata sconfitta da Mercedes Martinez con un Fisherman Buster nel pre-main event. Essendo metà delle SHIMMER Tag Team Champions è entrata nel torneo per decretare la prima nCw Femmes Fatales Champion e nel primo round ha sconfitto PJ Tyler. Più tardi quella sera ha attaccato Cheerleader Melissa, che sarà la sua avversaria nelle semifinali del torneo il 23 ottobre 2010. Il 23 ottobre 2010 è riuscita sorprendentemente a sconfiggere Cheerleader Melissa con un Super Kick grazie anche all'intervento della compagna di coppia Nicole Matthews, assicurandosi così un posto nel Main Event. Tuttavia nelle finali è stata sconfitta da LuFisto che dopo un Burning Hammer si è laureata la prima nCw Femmes Fatales Champion.

### Ritiro
Il 10 ottobre 2015 la Perez annuncia il suo ritiro a causa di un grave infortunio al collo che avrebbe richiesto un'operazione chirurgica.

## In wrestling
- Finishing moves
  - Kosher Pickle[2] (Spinning o flipping inverted double underhook facebuster)
  - School's Out[2] (Swinging reverse STO)
  - Superkick[2]
- Signature mvoes
  - Dropkick
  - Leg trap sunset flip powerbomb
  - Multiple knee lifts
  - Spinning wheel kick
  - Victory roll
- Con Nicole Matthews
  - Finishing moves
    - Funky Cold Medina (Superkick (Perez) / Bridging German Suplex (Matthews) combo)[22]
- Entrance theme
  - "Edge of Seventeen" by Stevie Nicks

## Championships and accomplishments
- Anarchy Championship Wrestling
  - ACW American Joshi Championship (2 volte, current)
  - American Joshi Queen of Queens (2010)
- Great Canadian Wrestling
  - GCW W.I.L.D. Championship (1 volta)
- Main Event Wrestling
  - MEW Women's Championship (1 volta)
- Pro Wrestling Illustrated
  - PWI ranked her #35 of the best 50 female singles wrestlers in the PWI Female 50 in 2009[23]
- Shimmer Women Athletes
  - Shimmer Tag Team Championship (2 volte, attuale) – con Nicole Matthews